# Idanha (Oregon)
Idanha é uma cidade localizada no estado norte-americano de Oregon, no Condado de Linn e Condado de Marion.

## Demografia
Segundo o censo norte-americano de 2000, a sua população era de 232 habitantes.
Em 2006, foi estimada uma população de 230, um decréscimo de 2 (-0.9%).

## Geografia
De acordo com o United States Census Bureau tem uma área de
2,8 km², dos quais 2,7 km² cobertos por terra e 0,1 km² cobertos por água.

## Localidades na vizinhança
O diagrama seguinte representa as localidades num raio de 44 km ao redor de Idanha.